# Ляхова Поляна
Ля́хова Поля́на — посёлок в Комаричском районе Брянской области России. Входит в состав Литижского сельского поселения.

## География
Посёлок находится в юго-восточной части Брянской области, в зоне хвойно-широколиственных лесов, при автодороге 15К-1407, на расстоянии примерно 18 километров (по прямой) к юго-востоку от посёлка городского типа Комаричи, административного центра района. Абсолютная высота — 229 метров над уровнем моря.

### Климат
Климат характеризуется как умеренно континентальный, с умеренно холодной зимой и тёплым летом. Среднегодовая многолетняя температура воздуха составляет 4,7 — 6,3 °С. Средняя температура воздуха самого тёплого месяца (июля) — 18,4 °C (абсолютный максимум — 35,8 °C); самого холодного (января) — −8,5 °C (абсолютный минимум — −38,5 °C). Вегетационный период (со среднесуточной температурой воздуха выше 5 °C) длится в среднем 180—190 дней. Среднегодовое количество атмосферных осадков составляет 670 мм, из которых большая часть выпадает в тёплый период. Снежный покров держится в течение 125 дней.

### Часовой пояс
Посёлок Ляхова Поляна, как и вся Брянская область, находится в часовой зоне МСК (московское время). Смещение применяемого времени относительно UTC составляет +3:00.

## Население
| 2010 | 2013 |
| ---- | ---- |
| 0    | →0   |

### Национальный состав
Согласно результатам переписи 2002 года, в национальной структуре населения русские составляли 100 % из 9 чел.